# Патрасское сражение
Патрасское сражение — морское сражение, произошедшее 26—29 октября (6—9 ноября по новому стилю) 1772 года в ходе русско-турецкой войны 1768—1774 годов в Патрасском заливе у берегов Греции. В этом сражении эскадра Михаила Тимофеевича Коняева Первой Архипелагской экспедиции русского флота разгромила турецкую «дульцинитскую» эскадру.

## События перед сражением
После разгрома основных сил турецкого флота в Чесменском сражении и активных действий русского флота в Архипелаге в течение 1770—1771 годов у Османской империи не было военных судов в Эгейском море, но оставались ещё суда на периферии — в Адриатическом море, Мраморном море, у берегов вассального Туниса. План турок на кампанию 1772 года заключался в объединении всех периферийных флотов в единую эскадру и дальнейшее уничтожение русского флота в Архипелаге. Наиболее значительной из турецких сил была так называемая «дульцинитская» эскадра, названая так по месту своего базирования — городу Дульциньо (современный Улцинь в Черногории) и состоящая из 47 фрегатов и шебек с артиллерией от 16 до 30 пушек, с транспортами, на которых находилось до 8 тысяч солдат. Второй крупной эскадрой Османской империи была Тунисская «барбарейская» эскадра, состоящая из 6 тридцатипушечных фрегатов и 6 шебек с 3 тысячами солдат.
Граф Алексей Орлов, получив информацию от разведки, отправил в разные стороны архипелага несколько эскадр с целью определить продвижение турецких флотов и не дать этим флотам соединиться.
В октябре 1772 года «дульцинитская» эскадра вышла из Дульциньо и направилась к Наварину, где рассчитывала взять на корабли десант из приморских крепостей Модон, Корони и Наварин до 4 тысяч человек.
Российское правительство в Петербурге решило усилить флот адмирала Алексея Орлова, действующий в Архипелаге. В мае 1772 года из Ревеля в помощь Орлову была послана четвёртая эскадра под командованием контр-адмирала Чичагова. В августе она прибыла в Ливорно, где Чичагов сдал командование капитану 1-го ранга Михаилу Тимофеевичу Коняеву.
Капитан Коняев со своей эскадрой крейсировал у берегов острова Китира, где 16 октября 1772 года встретился с эскадрой майора Войновича, который передал Коняеву приказ Орлова выдвинуться против «дульцинитской» эскадры турок.
Узнав, что капудан-паша (адмирал) Мустафа-паша со своим флотом из девяти тридцатипушечных фрегатов и шестнадцати шебек стоит в Патрасском заливе и поджидает из Корфу ещё 12 судов с десантом, Коняев принял важное решение: немедленно атаковать капудан-пашу. 25 октября, в час дня, подходя к цели, Коняев увидел турецкий флот. Но погода не позволила немедленно начать атаку. Отложили до следующего утра.

## Силы сторон
| Основные корабли | Пушки | Тип                         |
| ---------------- | ----- | --------------------------- |
| Граф Орлов       | 64    | Линейный корабль (парусный) |
| Чесма            | 74    | Линейный корабль (парусный) |
| Св. Николай      | 26    | Фрегат                      |
| Слава            | 16    | Фрегат                      |
| Прочие корабли   | Пушки | Тип                         |
| Модон            | 12    | Полакр                      |
| Ауза             | 12    | Полакр                      |
| Забияка          | 18    | Шебека                      |
|                  |       |                             |

В момент подхода к Патрасу в распоряжении Коняева были 2 линейных корабля («Граф Орлов» — 64 пушки, «Чесма» — 74 пушки), 2 фрегата («Святой Николай» — 26 пушек, «Слава» — 16 пушек), 2 «поляки» («Модон» и «Ауза» — по 12 пушек) и одна шебека («Забияка» — 18 пушек). Всего на русских судах было лишь 224 пушки.
У неприятеля было 9 фрегатов (по 30 пушек) и 16 шебек (на одних — по 30, на других — по 20 пушек). Всего в турецкой эскадре было до 630 пушек.

## 26 октября
Турецкий флот был в подавляюще превосходящих силах, но с первого же дня боев у Патраса, то есть с 26 октября, обнаружилось, что небольшая русская эскадра и управляется несравненно искуснее и сражается гораздо храбрее. Эскадра Коняева построилась в линию баталии (корабли и фрегаты), мелкие суда держались во второй линии под ветром боевой (это было сделано для того, чтобы турецкие суда не взяли на абордаж мелкие суда). Русская эскадра стала сближаться с неприятелем, не позволяя ему уйти в Лепантский залив под прикрытие своих крепостей. В середине дня Коняеву удалось отрезать от неприятельской эскадры один фрегат и две шебеки. На их уничтожение Коняев послал фрегаты «Святой Николай», «Слава» и шебеку «Забияка». После ожесточённой артиллерийской перестрелки вражеские суда попытались спастись бегством под прикрытие своих береговых батарей. Русские фрегаты преследовали их, постоянно обстреливая из погонных орудий. Вскоре открыли огонь турецкие береговые батареи, однако русским фрегатам удалось загнать неприятельские суда на мель, где они и были сожжены фрегатом «Слава».
На второй день (27 октября) пришлось ограничиться лавированием и наблюдением вследствие очень сильного северо-восточного ветра. Неприятель был усмотрен у самого берега под защитой двух крепостей. Сосчитаны были: 8 фрегатов и 14 шебек. Сражение пришлось отложить на следующий день — 28 октября.

## 28 октября
С утра 28 октября русский флот подошёл на близкое расстояние к неприятельскому флоту и двум крепостям на берегу. Турки открыли сильный огонь с крепостей и с кораблей. В 11.30 русские суда вступили в бой. Наглядно демонстрируют подготовку к бою записи шканечного журнала линейного корабля «Граф Орлов» с половины восьмого утра 28 октября. Вот кое-что из того, что записывал час за часом в этот день ведший шканечный журнал штурман Савва Мокеев:

10 час. 

В начале 10 часа с обоих крепостей и с неприятельского флота начали производить по нас пальбу, но мы, несмотря на страсть оной, надеялись на своё мужество и на помощь всевышнего Бога, чем себя охотно побуждали дать баталию, а мы с эскадрою усиливали прийти к неприятелю в ближнее расстояние, дабы наши пушки удобнее их вредить могли.

11 час. 

В исходе 11 часа и выстрелом от нас из пушки сигналом велено лечь на якорь и вступить в бой с неприятелем. Вся эскадра лавировалась и поворачивали каждый особо как им было способно, стараясь только о том, чтоб прийти на ближнее расстояние к неприятелю. Глубина по лоту 35—30—25 сажень, грунт — ил.

12 час. 

В ½ 12 часа приблизившись мы к неприятельскому флоту от ближнего к нам неприятельского фрегата 2 кабельтова более не было, хотя «Чесме» и определено стать к крепости первой, но присмотря наш командующий, что на оной сделалось помешательство в управлении также и в парусах, и начала спускаться под ветер и надежды не предвидел от нея сделать успеха, но на место оной приказано от командующего заступить самим и на глубине 20 сажень ил грунт убрав паруса положили якорь… и начата от нас по неприятельскому флоту, лежащему к крепости и в крепость куда только было удобно действовать сильно жестокая пальба с левого борта с обоих деков ядрами книпелями и картечью брандскугелями, а с «Чесмы» и фрегата «Николая» также сильно, а фрегат «Слава» и шебека «Забияка», находясь под ветром под парусами ближе к эскадре, имели баталию с неприятелем куда их было можно с таким же успехом, что лучше ото всех желать не можно, а «Мадон» и «Ауза», будучи тогда вдали от нас, под ветром не имели случая биться, в исходе часа увидели мы от нашей с эскадрою сильной пальбы с неприятельских судов люди бросалися к воду и с великой торопливостью, иные съезжали на берег и по ним ещё более от нас пальба происходила и сшибли в 6-х стоящего фрегата безань мачту и зажжён от наших брандскугелей… А в неприятельском флоте на многих уже шебеках и фрегатах на ближних к нам спущены флаги и вымпелы, в которых мы палили и оных оказалось, что те неприятельские суда от нашей эскадры побеждённые сделались.

Находящиеся под ветром турецкие суда стремительно загорались. Стремясь уйти от огня русских кораблей, турецкий флот обратился в бегство. Бежавший турецкий флот пробовал укрыться под защитой береговых батарей. При этом манёвре некоторые суда турок сели на мель. Паника и пожары на кораблях турецкого флота не прекратились. Часть судов была покинута экипажами.

## 29 октября
Развязка боя, по существу уже решённого в пользу русских 28 октября, наступила 29-го. Около 13 часов лейтенант Макензи на вооружённой шлюпке был послан на брошенные неприятельские суда с приказанием привести их к русской эскадре или сжечь. Он поднялся на один фрегат, десантировавшиеся русские матросы сразу открыли огонь из его пушек по находившимся на берегу стрелкам. Тем временем были поставлены паруса. Макензи попытался шлюпкой стащить фрегат с мели. Однако это не удалось, и фрегат пришлось сжечь. Затем то же самое повторилось на другом фрегате, который тоже был сожжён. Другая шлюпка во главе с констапелем Сукиным сожгла ещё два фрегата и шебеку. С шебеки «Забияка» был сожжён один фрегат, а с фрегата «Св. Николай» — адмиральская шебека.
Вот как описаны эти события в шканечном журнале линейного корабля «Граф Орлов» за 29 октября:
1 час 

В неприятельском флоте 8 фрегатов, из коих 1 горит, да 12 шебек. В ½ часа поворотили мы овер-штаг на левый галс, и посланы от нас на шлюпках вооружённых с карказами для зажжения неприятельских побеждённых нами судов констапель Сукин под защищением шебеки Забияка, а после лейтенант Макензи и при нём небольшая егерская команда и велено ему Макензи из неприятельских судов стараться привести к эскадре ежели можно, в 1 час поворотили мы овер-штаг на правый галс, тогда по нас с обоих крепостей и со стоящих при южной крепости флагманского турецкого фрегата, из шебек происходила пальба из пушек и от нас противу их столь сильно и скоро, что напоследок принудили неприятельские суда бой оставить, потом мы пошли к NW для отдаления от крепостей, потому что примечено имеющимся течением в Лепанский залив нас сильно дрейфует.

2час

В начале часа шебека Забияка, пришедши близко побеждённых неприятельских судов и для очищения берега, чтоб шлюпкам безопаснее было зажигать суда, палила на берег и по судам из пушек, сие сделать от командующего нашего приказано было и зажжено видно от Патраса стоящие во 2-х шебек 1 шебек из 4-х и 5-х фрегатов 2, в ½ 2-го часа отдали мы рифы и распустили брамсели, в 2 часа фрегат Слава подходил к неприятельским побеждённым судам-же и для очищения берега, дабы шлюпкам можно безопасно исправить дело, палил из пушек и видно было лейтенант Макензи приставал в 7-х к стоящему от Патраса фрегату и отданы были нашими людьми на оном марсели, потом, съехав со оного, Макензи и в 9-х к стоящему фрегату им зажжён, а в 8-х стоящей шебеке сам загорелся, а в 11-х стоящий фрегат, который ещё прежде шёл под парусами, почитали мы брандером, сам загорелся и, свалившись в 10-х стоящею шебекой и оная от фрегата загорелась-же, тогда-ж с фрегата Николай посланный барказ видно было приставал в 7-х к стоящему фрегату, а отъехав от оного к 2-й стоящей шебеки, которая от их загорелась, а в 1-х стоящий фрегат с шебеки Забияки видно посланным барказом зажжён.

Эскадра Коняева в этот день систематически громила артиллерией и поджигала брандскугелями сбившийся у берега, разбитый и совсем уже беспомощный турецкий флот.

## Итоги сражения
К 4 часам дня 29 октября всё было кончено. У русских потерь почти вовсе не было. В общем же, 28 и 29 октября русская эскадра сожгла семь фрегатов и восемь шебек. Один фрегат успел втянуться в Лепантский (Коринфский залив), но был уже так повреждён, что на другой день затонул. Шесть шебек успели спастись бегством.
Все русские корабли уцелели. В русских экипажах потери были совсем ничтожны: убит лейтенант Козмин, ранены — капитан-лейтенант С. Лопухин и пять матросов на корабле «Чесма». На одной из шебек также был ранен матрос.
За мужество и мастерство в бою были награждены орденом святого Георгия 3-й степени капитан 1-го ранга М. Т. Коняев, орденом святого Георгия 4-й степени капитан 2-го ранга П. Аничков и капитан-лейтенант С. Лопухин.
Значение победы эскадры Коняева в Патрасском сражении на общий ход боевых действий на море достаточно велико. Самым главным итогом сражения стал срыв турецкого плана объединения «дульцинитской» и «берберийской» эскадр, очень значительное ослабление «дульцинитской» эскадры. После этого разгрома турки до самого конца войны больше ни разу не беспокоили русский флот, базировавшийся в Архипелаге. У турок, конечно, ещё оставались боеспособные суда, потому что Коняев истребил только флот, стоявший у входа в Лепантский залив, а суда, которые этот флот поджидал и с севера, из Дульциньо («дульцинитские»), и с юга, от берберийских берегов (от Туниса) — оставались ещё в распоряжении Порты. Но очевидная слабость турецкого флота по сравнению с русским заставила турок уклоняться от активных боевых действий на море до самого конца войны.